# Wyrzuć mamę z pociągu
Wyrzuć mamę z pociągu – amerykańska komedia kryminalna z 1987 roku, inspirowana filmem Nieznajomi z pociągu Alfreda Hitchcocka.

## Główne role
- Danny DeVito – Owen/Ned 'Little Ned' Lift
- Billy Crystal – Larry Donner
- Kim Greist – Beth Ryan
- Anne Ramsey – Pani Lift
- Kate Mulgrew – Margaret Donner
- Branford Marsalis – Lester
- Annie Ross – Pani Hazeltine

## Nagrody i nominacje
Oscary za rok 1987
- Najlepsza aktorka drugoplanowa – Anne Ramsey (nominacja)

Złote Globy 1987
- Najlepszy aktor w komedii/musicalu – Danny DeVito (nominacja)
- Najlepsza aktorka drugoplanowa – Anne Ramsey (nominacja)